# 4-Hidroksi-3-metilbut-2-en-1-il difosfat sintaza
4-hidroksi-3-metilbut-2-en-1-il difosfat sintaza (EC 1.17.7.1, 4-hidroksi-3-metilbut-2-en-1-il difosfatna sintaza, (E)-4-hidroksi-3-metilbut-2-en-1-il-difosfat:protein-disulfidna oksidoreduktaza (hidratacija), (E)-4-hidroksi-3-metilbut-2-enil difosfatna sintaza, GcpE) je enzim sa sistematskim imenom (E)-4-hidroksi-3-metilbut-2-en-1-il-difosfat:oksidovani feredoksin oksidoreduktaza. Ovaj enzim katalizuje sledeću hemijsku reakciju
(E)-4-hidroksi-3-metilbut-2-en-1-il difosfat + 2O + 2 oksidovani feredoksin {\displaystyle \rightleftharpoons } 2-C-metil-D-eritritol 2,4-ciklodifosfat + 2 redukovani feredoksin
Ovaj enzim je gvožđe-sumporni protein koji sadrži [4] kluster. On deluje u reverznom smeru.

## Literatura
- Nicholas C. Price; Lewis Stevens (1999). Fundamentals of Enzymology: The Cell and Molecular Biology of Catalytic Proteins (Third изд.). USA: Oxford University Press. ISBN 019850229X.
- Eric J. Toone (2006). Advances in Enzymology and Related Areas of Molecular Biology, Protein Evolution (Volume 75 изд.). Wiley-Interscience. ISBN 0471205036.
- Branden C; Tooze J. Introduction to Protein Structure. New York, NY: Garland Publishing. ISBN 0-8153-2305-0.
- Irwin H. Segel. Enzyme Kinetics: Behavior and Analysis of Rapid Equilibrium and Steady-State Enzyme Systems (Book 44 изд.). Wiley Classics Library. ISBN 0471303097.

## Spoljašnje veze
- 4-hydroxy-3-methylbut-2-enyl-diphosphate+synthase на 